# Marcin Zakrzewski (zm. 1601)

Herb Jastrzębiec

Marcin Zakrzewski herbu Jastrzębiec (zm. 1601) – kasztelan słoński.
Syn Stefana, podczaszego łęczyckiego, i Zofii Leśniowskiej herbu Gryf. Brat Jana, kanonika poznańskiego i Stanisława, rotmistrza pod Chocimiem. Ożenił się z Marianną Karnkowska, córką Jana Stanisława (zm. 1647), wojewody płockiego. Marianna Karnkowska była wdową po Hieronimie Kryskim, kanclerzu koronnym. Z małżeństwa urodziło się dwoje dzieci: Jan (zm. 1649), sekretarz Jana II Kazimierza. Jan zmarł pod Zborowem (1649). Drugi syn Mikołaj, miecznik z województwa płockiego, podpisał elekcję Jana III Sobieskiego.
Urząd kasztelana słońskiego sprawował w latach 1573-1601.